# Миленко Станковић
Миленко Станковић (Србац, ФНРЈ, 29. август 1959) српски је универзитетски професор и доктор техничких наука за област архитектуре и урбанизма. Бивши је декан Архитектонско-грађевинско-геодетског факултета Универзитета у Бањој Луци.

## Биографија
Миленко Станковић је рођен 29. августа 1959. године у Српцу, ФНРЈ. Дипломирао је на Архитектонско-урбанистичком факултету у Сарајеву (1982) и стекао звање дипломирани инжењер архитектуре — смјер пројектовање. Диплому магистра и доктора техничких наука стекао је на Архитектонском факултету Универзитета у Београду. Данас, редовни је професор на Архитектонско-грађевинско-геодетском факултету у Бањој Луци и шеф Катедре за ужу научну област Архитектонско пројектовање.
Радио је на одговорним мјестима помоћника, замјеника и савјетника министра у Министарству за просторно уређење, грађевинарство и екологију Републике Српске.
Ожењен је и отац двоје дјеце.

## Радови
Објавио је 126 научно-стручних радова. Издао је, уредио или је коаутор више издања:
- Народна архитектура у Западној Крајини, Република Српска, крај XIX и почетак XX вијека, Бања Лука, 2003 (књига, прва из едиције Искуство градитеља);
- Живот у Мочвари, Бања Лука, 2004 (међународна монографија, уредник);
- Просторно и територијално одржив развој и LEAP, Бања Лука, 2004 (књига);
- Развијање капацитета локалних институција у подручјима са осјетљивом животном средином, Бања Лука, 2006 (студија, коаутор);
- Хармонија и конфликти у простору, Бања Лука, 2007 (књига, друга из едиције Искуство градитеља);
- 101 ствар коју сам научио у Школи архитектуре, Бања Лука, 2011 (превод);
- Архитектура и чула, архитектонски елементи и структуре обједињене промишљањем о унапређењу стваралачког процеса, Бања Лука, 2012 (књига, трећа из едиције Искуство градитеља).